# Vic Seixas
Elias Victor Seixas Jr., detto Vic (Filadelfia, 30 agosto 1923 – Mill Valley, 5 luglio 2024), è stato un tennista statunitense.

## Biografia
Nella sua lunga carriera vinse diversi titoli in singolo, doppio maschile e doppio misto.

La sua carriera venne interrotta per tre anni dalla seconda guerra mondiale nella quale servì come pilota la United States Army Air Forces.

In singolo vinse un titolo al Torneo di Wimbledon e uno agli US Open, nel doppio misto formò una grande coppia insieme a Doris Hart con cui vinse tre titoli a Wimbledon, tre agli Us Open e uno al Roland Garros.

Insieme a Tony Trabert vinse nel doppio maschile gli Us Open, due volte il Roland Garros e un titolo agli Australian Open.

In coppia con Trabert vinse la Coppa Davis nel 1954 battendo l'Australia. Seixas giunse al quinto posto per numero di partite in singolo di Coppa Davis giocate (24), poco dietro a Bill Tilden (25) e Arthur Ashe (27).

Per tre volte guidò da capitano la sua nazione in Coppa Davis e raggiunse 38 vittorie e 17 sconfitte in carriera in questa competizione.

Fu inserito nella International Tennis Hall of Fame nel 1971.

## Finali del Grande Slam

### Vinte (2)
| Anno | Torneo              | Avversario in finale | Risultato          |
| 1953 | Torneo di Wimbledon | Kurt Nielsen         | 9-7, 6-3, 6-4      |
| 1954 | U.S. Championships  | Rex Hartwig          | 3-6, 6-2, 6-4, 6-4 |

### Perse (3)
| Anno | Torneo             | Avversario in finale | Risultato          |
| 1951 | U.S. Championships | Frank Sedgman        | 4-6, 1–6, 1–6      |
| 1953 | Roland Garros      | Ken Rosewall         | 3-6, 4-6, 6–1, 2-6 |
| 1953 | U.S. Championships | Tony Trabert         | 3-6, 2–6, 3–6      |